# ГЕС Dalaman Akköprü
ГЕС Dalaman Akköprü – гідроелектростанція на південному заході Туреччини. Знаходячись між ГЕС Gökyar (11 МВт, вище по течії) та комплексом ГЕС Даламан 1-5 (38 МВт), входить до складу каскаду на річці Даламан, яка впадає до Середземного моря між відомими курортними містами Фетхіє та Мармарис.
В межах проекту Даламан перекрили кам’яно-накидною греблею із глиняним ядром висотою 163 метри (від фундаменту, висота від дна річки – 113 метрів) та довжиною 688 метрів, яка потребувала 12,3 млн м3 матеріалу. Вона утримує витягнуте по долині Даламану на 24 км водосховище з площею поверхні 8,9 км2 та об’ємом 384 млн м3, в якому припустиме коливання рівня у операційному режимі між позначками  173 та 200 метрів НРМ (у випадку повені останній показник зростає до 204 метрів НРМ, а об’єм – до 419 млн м3).
Пригреблевий машинний зал обладнали двома турбінами типу Френсіс потужністю по 59,3 МВт. При напорі у 101 метр вони повинні забезпечувати виробництво 343 кВт-год електроенергії на рік.
Окрім продукування електроенергії, комплекс забезпечуватиме зрошення 14,9 тис гектарів земель.